# Novembre 1927

## Événements
- Commission parlementaire Simon pour étudier les réformes constitutionnelles en Inde.

- 11 novembre[1] : traité entre la France et la Yougoslavie.

- 13 novembre, Chine : le gouvernement communiste de Hankou est dispersé.

- 15 novembre : Léon Trotsky et Grigori Zinoviev sont expulsés du Parti communiste de l'Union soviétique par le Comité central.

- 18 novembre[2] : Début du règne de Mohammed V du Maroc, sultan du Maroc.

- 26 novembre, France : fondation des Croix-de-feu, mouvement d’anciens combattants.

## Naissances
- 1er novembre : Marcel Ophüls (Oppenheimer), réalisateur français.
- 2 novembre : John Sainsbury, personnalité politique britannique († 14 janvier 2022).
- 3 novembre : Harrison McCain, homme d'affaires († 18 mars 2004).
- 5 novembre : Francesco Smalto, fondateur de la maison de couture française Smalto († 5 avril 2015).
- 8 novembre : Peter Munk, homme d'affaires et philanthrope († 28 mars 2018).
- 15 novembre : Jacqueline Duhême, écrivaine et illustratrice française († 1er mars 2024).
- 16 novembre : Franz Jalics, Prêtre jésuite et écrivain hongrois († 13 février 2021).
- 23 novembre : Angelo Sodano, cardinal italien, doyen du collège cardinalice († 27 mai 2022).
- 24 novembre : Ahmadou Kourouma, écrivain ivoirien († 11 décembre 2003).
- 26 novembre : Jean-Pierre Darras (Dumontet), acteur français († 5 juillet 1999).

## Décès
- 2 novembre : Charles Augustus Semlin, premier ministre de la Colombie-Britannique.
- 12 novembre : Caspar Augustin Geiger, peintre allemand (° 27 août 1847).